# Onocolus infelix
Onocolus infelix là một loài nhện trong họ Thomisidae.
Loài này thuộc chi Onocolus. Onocolus infelix được Cândido Firmino de Mello-Leitão miêu tả năm 1941.